# 아이소뷰테인
아이소뷰테인(영어: Isobutane) 또는 이소부탄은 뷰테인의 구조 이성질체다. 메틸 프로페인이라고도 한다. 화학식은 C4H10이며 프레온 가스의 대용으로 사용된다. 주로 에어로졸 스프레이, 냉장고의 냉각제(또는 냉매)등으로 사용된다. 이소부탄(isobutane)는 가연성 천연가스로 존재한다.

## 사용
주로 프레온 가스의 대체재로 냉매 혹은 스프레이등에 사용된다. 그러나 폭발이나 화재의 위험이 있다.